# Ave (Gruß)

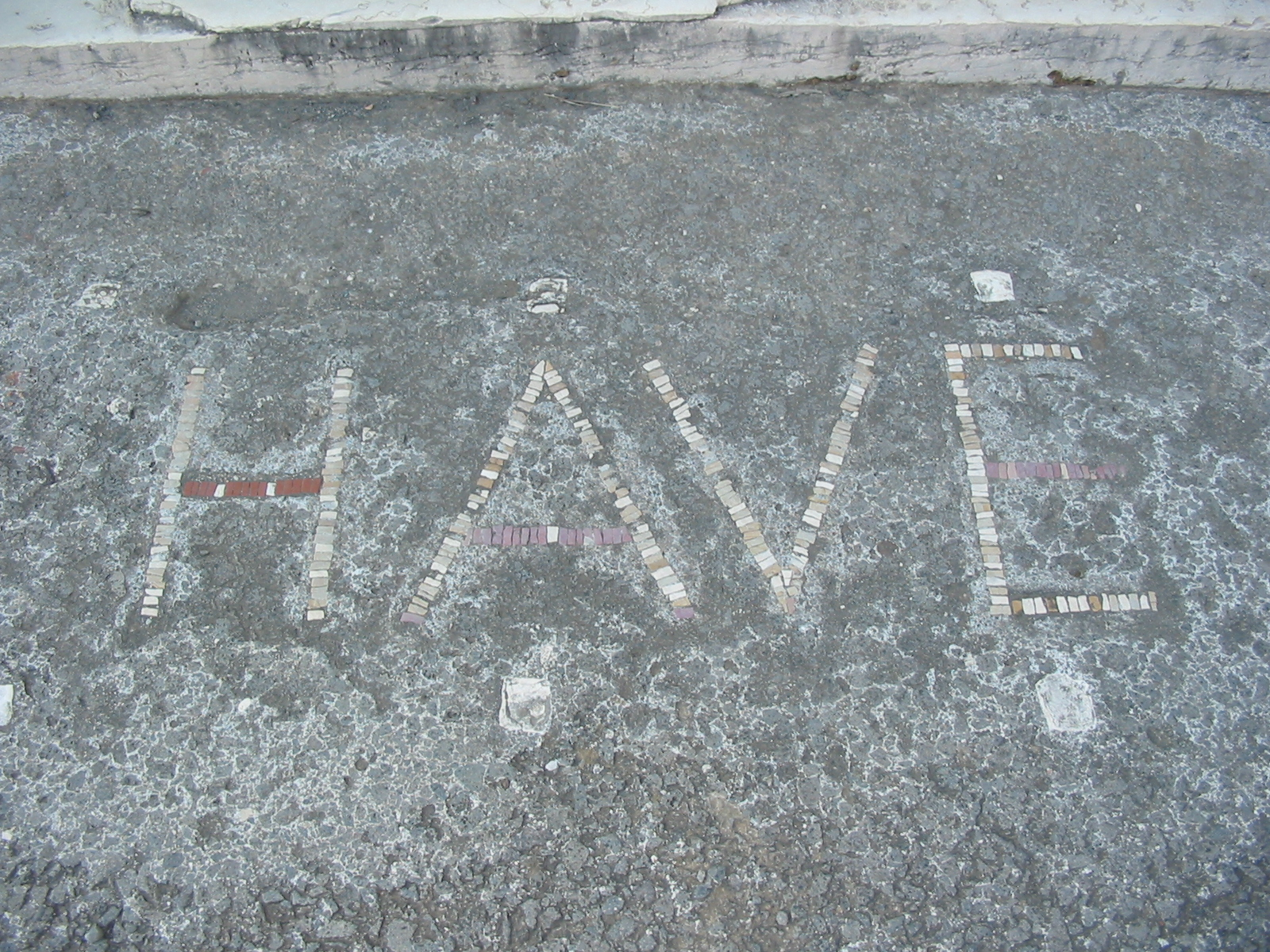
„HAVE“ Mosaik außerhalb des Hauses des Fauns, Pompeii (Have ist eine Schreibvariante von Ave).

Ave ist eine lateinische Grußformel, die von den Römern als Anrede oder Gruß verwendet wurde. Die klassische lateinische Aussprache war [ˈaweː] oder [ˈaβeː]. Im Kirchenlatein wird es [ˈave] ausgesprochen, im englischsprachigen Raum eher [ˈɑːveɪ].

## Herkunft und Bedeutung
Es handelt sich um die Singularform des Imperativs des Verbes avēre, das „gesegnet sein“ bedeutet.
Das Wort wurde vor allem verwendet, um den Caesar oder eine andere Autorität zu begrüßen. Sueton berichtet über Naumachiarii, bei denen die verurteilten Verbrecher den Caesar mit den Worten Ave Caesar! Morituri te salutant! („Heil dir, Caesar! Die Todgeweihten grüßen dich!“) grüßten. Damit wollten sie auf ihre Situation hinweisen. Dies ist die einzige Stelle aus der römischen Zeit, in der dieser Ausdruck überliefert ist.
In der Vulgata beginnt der Gruß des Engels an Maria am Anfang der Verkündigung mit Ave Maria, gratia plena („Gegrüßet seist du, Maria, voll der Gnade“). Dieses bildet die Einleitung des katholischen Grundgebetes Ave Maria, zu dem es zahlreiche Vertonungen in der Musik gibt.
Die faschistischen Regime des 20. Jahrhunderts übernahmen die Begrüßung. Im nationalsozialistischen Dritten Reich wurde die deutsche Übersetzung Heil verwendet.
Bei den Satanisten wird der Ausdruck Ave Satana verwendet.